# Naturverwaltung

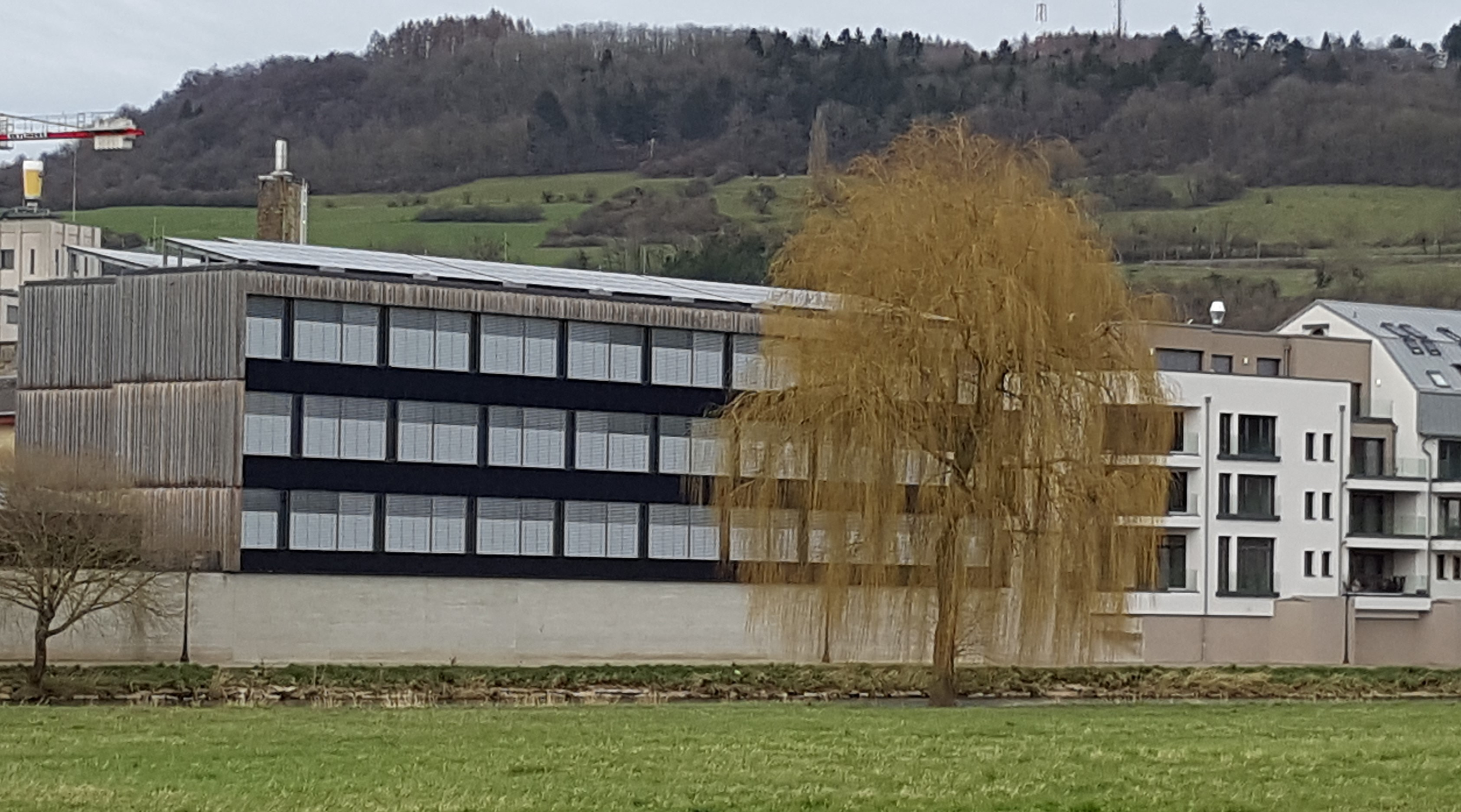
Rückseite des Gebäudes der Naturverwaltung in Diekirch

Die Naturverwaltung (französisch Administration de la nature et des forêts (ANF)) ist eine luxemburgische Behörde und zuständig für die Erhaltung der Natur und des Waldbestandes in Luxemburg. Sie untersteht dem Umweltminister.
Die Naturverwaltung hat ihren Hauptsitz in Diekirch.

## Name
Der ursprüngliche Name der Behörde lautete gemäß dem Gesetz vom 1. Juni 1840: Forstverwaltung (franz.: Administration forestière). Mit dem Gesetz vom 7. April 1909 wurde der Name in: Wasser- und Forstverwaltung (franz.: Administration des eaux et forêts) geändert. Zum 1. Juli 2009 wurde die Behörde in Naturverwaltung bzw. Administration de la nature et des forêts umbenannt.

## Aufgaben
Aufgaben der Behörde sind:
- Naturschutz, Erhaltung der natürlichen Ressourcen, Artenvielfalt und Landschaften;
- Erhaltung und nachhaltige Waldbewirtschaftung des öffentlichen Waldes;
- Förderung einer nachhaltigen Waldbewirtschaftung in Privatwäldern;
- Schutz und nachhaltige Bewirtschaftung der wild lebenden Tiere;
- Sensibilisierung der Öffentlichkeit in den Bereichen Natur und Wälder;
- Überwachung und Polizeiaufgaben im Bereich Naturschutz, Waldschutz, Jagd und Fischerei.

## Naturzschutzzentren
Die Behörde verwaltet fünf Naturschutzzentren mit dem Auftrag, die Öffentlichkeit über den Naturschutz zu informieren:
- Biodiversum in Remerschen,
- Naturschutzzentrum "Ellergronn" (französisch Centre nature et forêt Ellergronn) in Esch-sur-Alzette (Naturschutzgebiet Ellergrond),
- Naturschutzzentrum "Mirador" (franz.: Centre nature et forêt Mirador) in Steinfort,
- Naturschutzzentrum "A Wiewesch" (franz.: Centre nature et forêt A Wiewesch) in Manternach,
- Naturschutzzentrum “Burfelt” (franz.: Centre nature et forêt “Burfelt”) bei Burgfrid (lux.: Burfelt oder Buergfrid; franz. Bourgfried) in Insenborn (lux.: Ënsber)

## Organisation
Die Behörde ist wie folgt strukturiert:
- Support-Abteilungen
  - Zentralbüro
  - Abteilung Rechtsangelegenheiten und Polizeimissionen
  - Abteilung Kommunikation und Sensibilisierung
  - Abteilung Finanzen und Personal
  - Abteilung Informatik und Kartographie
  - Abteilung Projekt- und Qualitätsmanagement
- Konzeptionelle Abteilungen
  - Abteilung Genehmigungen
  - Abteilung Kompensation
  - Abteilung Wildtiere und Jagd
  - Abteilung Forstwesen
  - Abteilung Natur
- Operative Abteilungen
  - Bezirk Zentrum-Ost
  - Bezirk Zentrum-West
  - Bezirk Ost
  - Bezirk Nord
  - Bezirk Süd

Im Jahr 2015 beschäftigt die Behörde 410 Mitarbeiter. Der Titel des Behördenleiters wurde mit der Zeit mehrfach geändert
- “Maître forestier” iSv Forstmeister (Gesetz vom 1. Juni 1840)
- “Garde général en chef” iSv Oberförster en chef (Gesetz vom 14. November 1849)
- “Inspecteur des eaux et forêts” iSv Waldinspektor (Gesetz vom 17. Mai 1874)
- “Directeur” iSv Direktor (Gesetz vom 7. April 1909)